# Coryogalops tessellatus
Coryogalops tessellatus es una especie de peces de la familia de los Gobiidae en el orden de los Perciformes.

## Morfología
- Los machos pueden llegar a alcanzar los 3,5 cm de longitud total.
- Número de vértebras: 27.[1][2]

## Hábitat
Es un pez de Clima tropical y demersal que vive entre 0-6 m de profundidad.

## Distribución geográfica
Se encuentra en la costa del Golfo Pérsico en Arabia Saudita y en la costa central de Omán.

## Observaciones
Es inofensivo para los humanos.